# Nowodmytriwka (obwód charkowski)
Nowodmytriwka (ukr. Новодмитрівка) – wieś na Ukrainie, w obwodzie charkowskim, w rejonie krasnohradzkim, w hromadzie Sachnowszczyna. 
W 2001 liczyła 501 mieszkańców, spośród których 461 wskazało jako ojczysty język ukraiński, 27 rosyjski, 2 mołdawski, 1 białoruski, a 10 inny.